# プファルツ＝ツヴァイブリュッケン

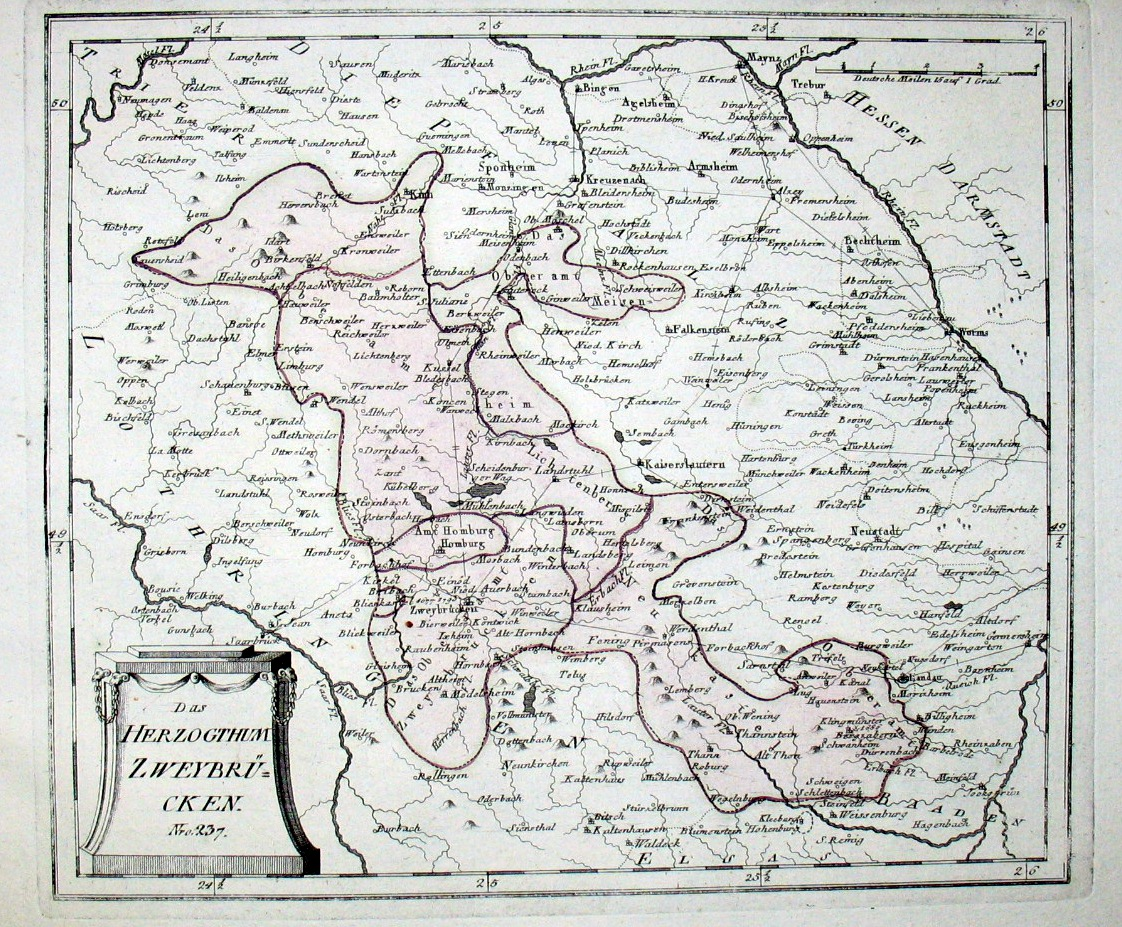
18世紀末頃のプファルツ＝ツヴァイブリュッケン公国

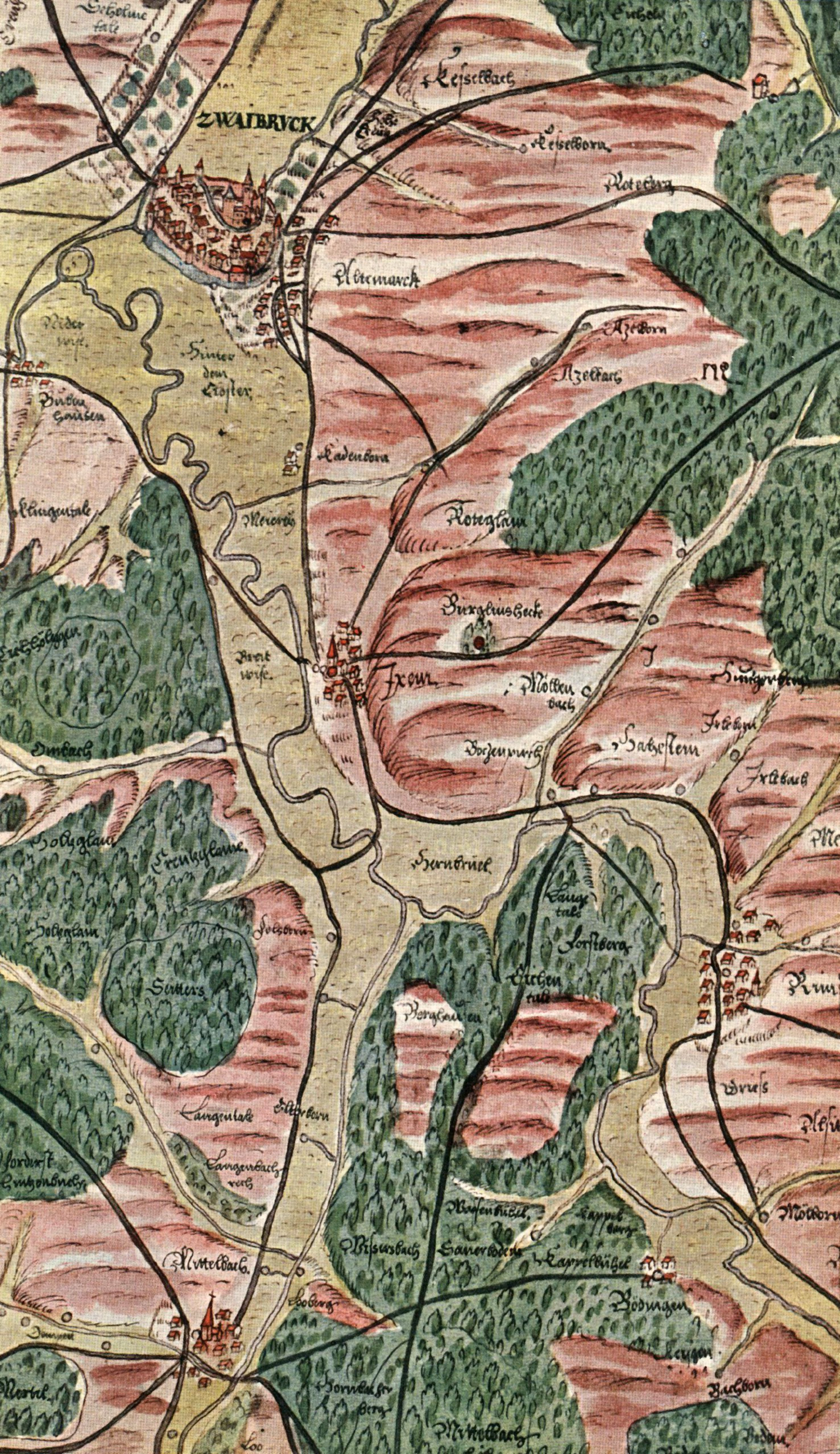
ツヴァイブリュッケンの地図、 ティーレマン・シュテラ製作、1564年

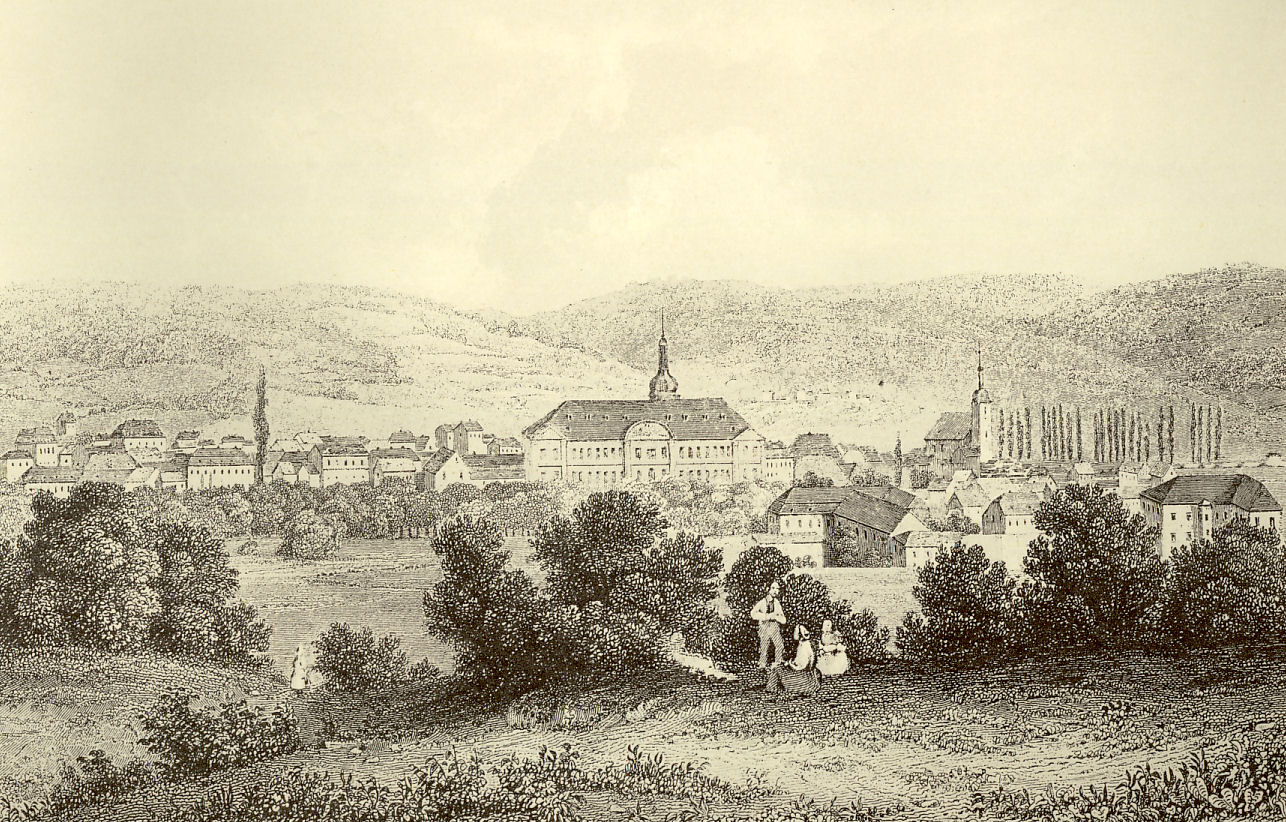
ツヴァイブリュッケンの風景、テーオドル・フェルハース画

プファルツ＝ツヴァイブリュッケン
Pfalz-Zweibrücken

1700年頃のプファルツ＝ツヴァイブリュッケン公領（緑色）

プファルツ＝ツヴァイブリュッケン公国（Herzogtum Pfalz-Zweibrücken）は、神聖ローマ帝国の帝国直属身分の領邦。首都はツヴァイブリュッケン。プファルツ＝ツヴァイブリュッケン侯領（Fürstentum Pfalz-Zweibrücken）、ツヴァイブリュッケン宮中伯領（Pfalzgrafschaft Zweibrücken）と呼ばれることもある。15世紀中葉に成立し、1801年に消滅するまでヴィッテルスバッハ家のプファルツ選帝侯系の支族によって統治された。14世紀末に統治者家門の絶えたツヴァイブリュッケン伯領（Grafschaft Zweibrücken）と領域的に重複する形で存在していたが、ツヴァイブリュッケンの公爵たちと以前のツヴァイブリュッケン伯家との間には血統上の結びつきや称号の継承関係はなかった。

## 形成と発展
公国の形成は1444年に構想され、1453年ないし1459年に実現した。1444年、プファルツ＝ジンメルン公世子フリードリヒ1世とその弟のルートヴィヒ1世は、母方の祖父であるフェルデンツ伯フリードリヒ3世から遺領を相続した。フリードリヒ1世が祖父の遺産のうちシュポンハイム伯領（Grafschaft Sponheim）を受け継いでシュポンハイム伯（Graf zu Sponheim）の称号を名乗り、弟のルートヴィヒ1世は相続分としてフェルデンツ伯領（Grafschaft Veldenz）を与えられてフェルデンツ伯（Graf zu Veldenz）を名乗った。シュポンハイム伯領とフェルデンツ伯領は、1453年ないし1459年まで、それぞれ兄弟の父親であるシュテファンの治めるプファルツ＝ジンメルン＝ツヴァイブリュッケン公国の北半分、南半分を構成した。2人の息子やその子孫たちが将来的にライン宮中伯（プファルツ選帝侯）やバイエルン公を継ぐことを期待していたシュテファンは、所領をプファルツ＝ジンメルンとプファルツ＝ツヴァイブリュッケンに分割した。
1543年から1694年までは、分家のプファルツ＝フェルデンツ公爵家が存在し、ヴォージュ山脈北部のリュッツェンシュタイン（現在のフランス領バ＝ラン県ラ・プチ＝ピエール）に本拠を置いていた。フェルデンツ公爵家の断絶後、その領地はツヴァイブリュッケン公国に回収された。
また、ツヴァイブリュッケン公爵家は16世紀にスウェーデン王家であるヴァーサ家と緊密な姻戚関係を築き、1681年から1718年まではスウェーデンと人的同君連合関係にあった（プファルツ王朝）。
当初はマイゼンハイムが公爵の本拠だったが、1477年にツヴァイブリュッケンが公国の首都と定められてからは、同市が1793年まで首都の地位を保った。公爵の居城は最初はバウテン城（現在は破壊されている）だったが、1725年にはツヴァイブリュッケン宮殿（Schloss Zweibrücken）に移り、最終的には1788年にホンブルク郊外のカールスベルク宮殿（Schloss Karlsberg）に代わった。カールスベルク宮殿は、カール・アウグスト・クリスティアンが、バイエルン選帝侯の推定相続人となった自身の地位に見合う居城を所有することを要求して、建設させたものであった。ツヴァイブリュッケン公爵家の墓所は、最初はマイセンハイムの城内教会（Schlosskirche）、後にツヴァイブリュッケンのアレクサンダー教会（Alexanderskirche）とされた。

### 規模
プファルツ＝ツヴァイブリュッケン公が代官を置いていたのは、1444年の成立時には、フェルデンツ伯領に属するアルムスハイム（Armsheim）、ランツベルク城（Burg Landsberg）、ラウテレッケン（Lauterecken）、リヒテンベルク城（Burg Lichtenberg）、マイゼンハイム（Meisenheim）およびフェルデンツ（Veldenz）であった。1453年ないし1459年には、プファルツ＝ジンメルン＝ツヴァイブリュッケンに属するファルケンブルク（Falkenburg）、グッテンベルク城（Burg Guttenberg）、ハースロッホ（Haßloch）、キルケル（Kirkel）、ランプスハイム、オッゲルスハイム（Oggersheim）、ヴァッヒェンハイム（Wachenheim）、ヴェーゲルンブルク（Wegelnburg）およびツヴァイブリュッケンにも代官を置いた。

### 行政
公爵が強い法的制限をしいていたため、公国の領域には領民の訴えを聞く機関は一つも存在しなかった。1571年4月21日、ヨハン1世は、公国の都市部に居住する住民の農奴身分を廃止した。農奴身分に対する締め付けの緩和は、ツヴァイブリュッケン市では1352年と1483年の布告によって徐々に進められていた。農奴制廃止に伴い、公国の若い成年男子には公国の軍隊での6年間の兵役を課せられた。
公国の行政区分は、最終的にはツヴァイブリュッケン、ホンブルク、リヒテンベルク、マイセンハイム、トラーバッハ、カステルラウン、ベルクツァーベルンおよびグッテンベルクの8つに設定され、またそれと同時に、公爵の直轄領も5つの地域に分けられていた。
公国の行政の最高機関は「Kabinettskollegium」であり、これは公爵も臨席する評議会だった。公爵家の財務局（Rentkammer）は、財政と山、森林を管理する権限を持っていた。司法と行政に境界はなく、裁判権は法規に基づいて官吏や村役人が行使した。公国における司法の最高機関はツヴァイブリュッケンの高等裁判所だったが、この高等裁判所は現在のプファルツ・ツヴァイブリュッケン上級地方裁判所（Pfälzisches Oberlandesgericht Zweibrücken）の前身と言える存在であった。1774年からは帝国裁判所（Reichskammergericht）への嘆願が出来なくなったため、この高等裁判所が上訴できる最後の場だった。公国において基本的な裁判の土台となったのは、1605年と1657年に作られた裁判規則で、1724年には刑務所規則が、その後は婚姻規則や相続規則が作られた。しかし、帝国裁判所規則には存在する土地に関する規則は作られなかった。アルザス地方に存在する領土の一部は、1680年よりフランスが宗主権を主張する地域となり、コルマールの「Conseil souverain d’ Alsace」が最終的な上訴先となった。
公国は1801年に消滅し、最初はフランスに併合された。ウィーン会議の後、公国の旧領域（アルザス地方に属する地域を除く）は再びヴィッテルスバッハ家の領土となり、他のプファルツ地方の諸地域と一緒に、バイエルン王国領のライン郡（Rheinkreis）に編入された。

### 宗教
1533年、幼い公爵ヴォルフガングの叔父で摂政のループレヒトの治世に、宮廷説教師で後に公国の領邦教会監督者となるヨハン・シュヴェーベル（Johann Schwebel）によって公国にも宗教改革がもたらされた。シュヴェーベルはストラスブールの宗教改革者マルティン・ブーツァー（Martin Bucer）の説く神学を広めた。シュヴェーベルが1540年に亡くなり、1544年にヴォルフガング公が親政を開始する頃には、ツヴァイブリュッケンではルター派教会の影響が強まっていた。1557年には、大法官で宗教改革者の一人ウルリヒ・ジッツィンガー（Ulrich Sitzinger）が、公国のルター派教会規則を作成した。
ヴォルフガングの死後、息子のヨハン1世は1588年に改革派教会（カルヴァン派）に鞍替えし、ツヴァイブリュッケン公国は1648年のヴェストファーレン条約で信教に関して最終的な承認を受けた。1680年から1697年にかけて、フランス王ルイ14世が推進した独仏国境地域での「再統一政策」（Politique des Réunions）の圧力を受け、ツヴァイブリュッケンは領内のカトリック信徒に対する寛容な処遇を復活させた。さらに1697年のレイスウェイク条約以後、スウェーデンの管理下に入ったツヴァイブリュッケンでは、スウェーデンの国教であるルター派の信徒に対する寛容な処遇も実施されることになった。

## ツヴァイブリュッケン公（1394年 - 1797年）
プファルツ選帝侯家（本流）
- ループレヒト2世（在位1394年 - 1398年）
- ループレヒト3世（在位1398年 - 1410年）

プファルツ＝ジンメルン家
- シュテファン（在位1410年 - 1459年）

プファルツ＝ツヴァイブリュッケン家
- ルートヴィヒ1世（在位1459年 - 1489年）
- カスパー（在位1489年 - 1490年）
- アレクサンダー（在位1490年 - 1514年）
- ルートヴィヒ2世（在位1514年 - 1532年）
- ヴォルフガング（在位1532年 - 1569年）
- ヨハン1世（在位1569年 - 1604年）
- ヨハン2世（在位1604年 - 1635年）
- フリードリヒ（在位1635年 - 1661年）
- フリードリヒ・ルートヴィヒ（在位1661年 - 1681年）

プファルツ＝クレーブルク家
- カール1世（在位1681年 - 1697年、スウェーデン王カール11世）
- カール2世（在位1697年 - 1718年、スウェーデン王カール12世）
- グスタフ・ザムエル・レオポルト（在位1718年 - 1731年）

プファルツ＝ビルケンフェルト＝ビシュヴァイラー家
- クリスティアン3世（在位1734年 - 1735年）
- クリスティアン4世（在位1735年 - 1775年）
- カール3世・アウグスト・クリスティアン（在位1775年 - 1795年）
- マクシミリアン・ヨーゼフ（在位1795年 - 1797年、後にバイエルン王）